# Castelmoron-d'Albret
Castelmoron-d'Albret is een gemeente in het Franse departement Gironde (regio Nouvelle-Aquitaine) en telt 55 inwoners (2009). De plaats maakt deel uit van het arrondissement Langon.

## Geografie
De oppervlakte van Castelmoron-d'Albret bedraagt 0,0376 km², de bevolkingsdichtheid is dus 1463 inwoners per km².
De gemeente is met 0,0376 km² de kleinste in Frankrijk.
De onderstaande kaart toont de ligging van Castelmoron-d'Albret met de belangrijkste infrastructuur en aangrenzende gemeenten.

## Demografie
Onderstaande figuur toont het verloop van het inwonertal (bron: INSEE-tellingen).

## Afbeeldingen

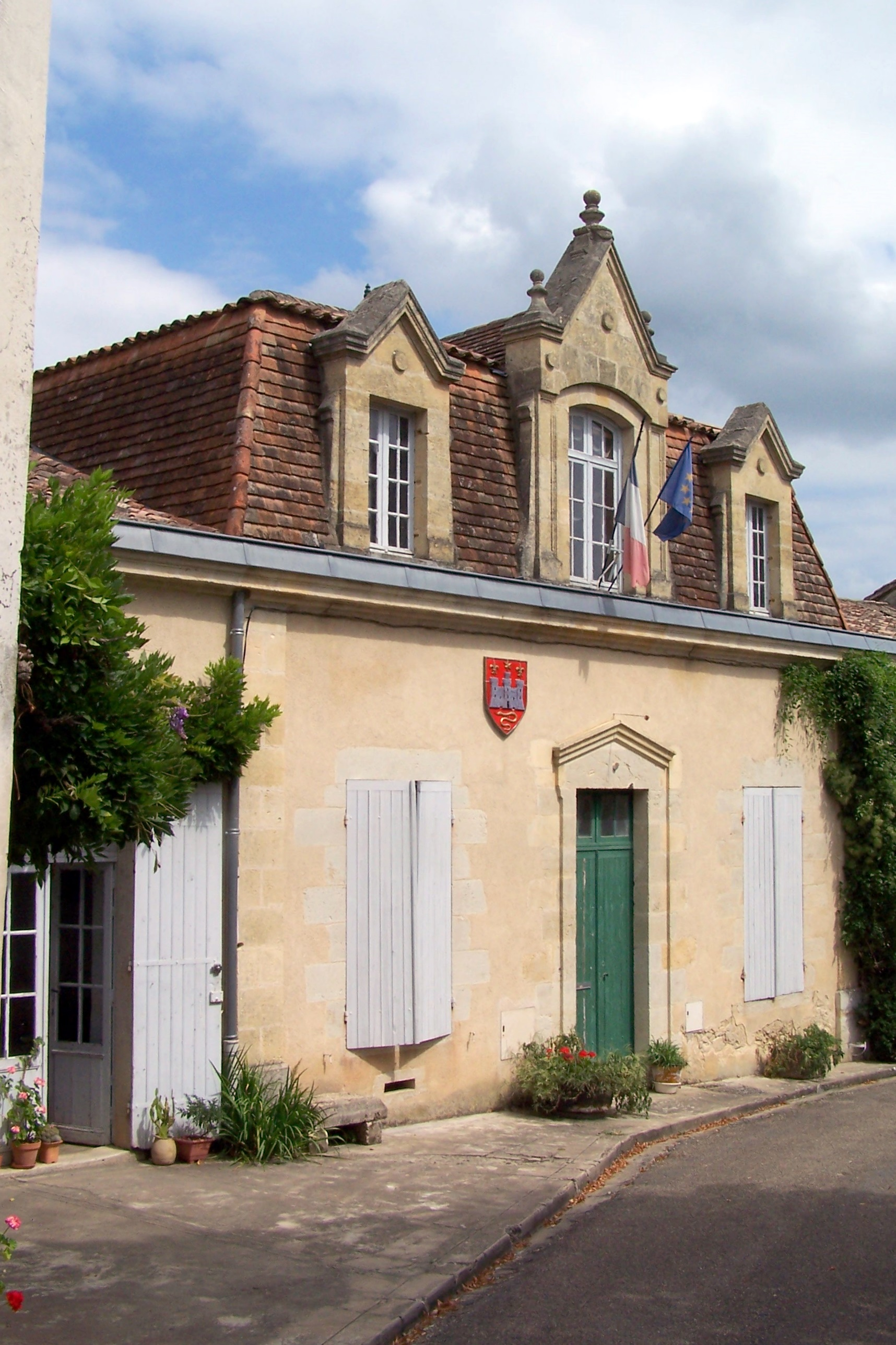
Gemeentehuis
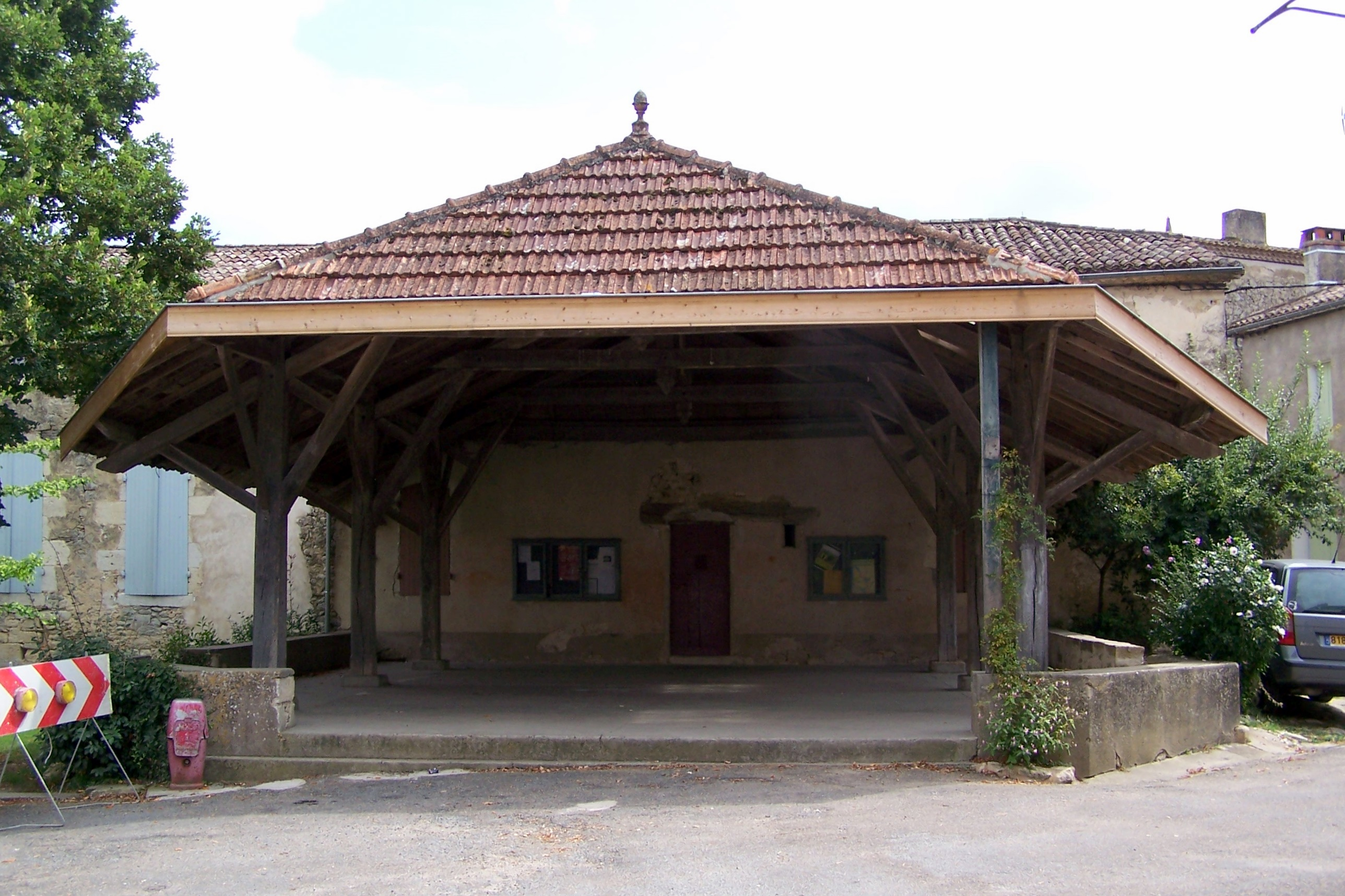
Markthal
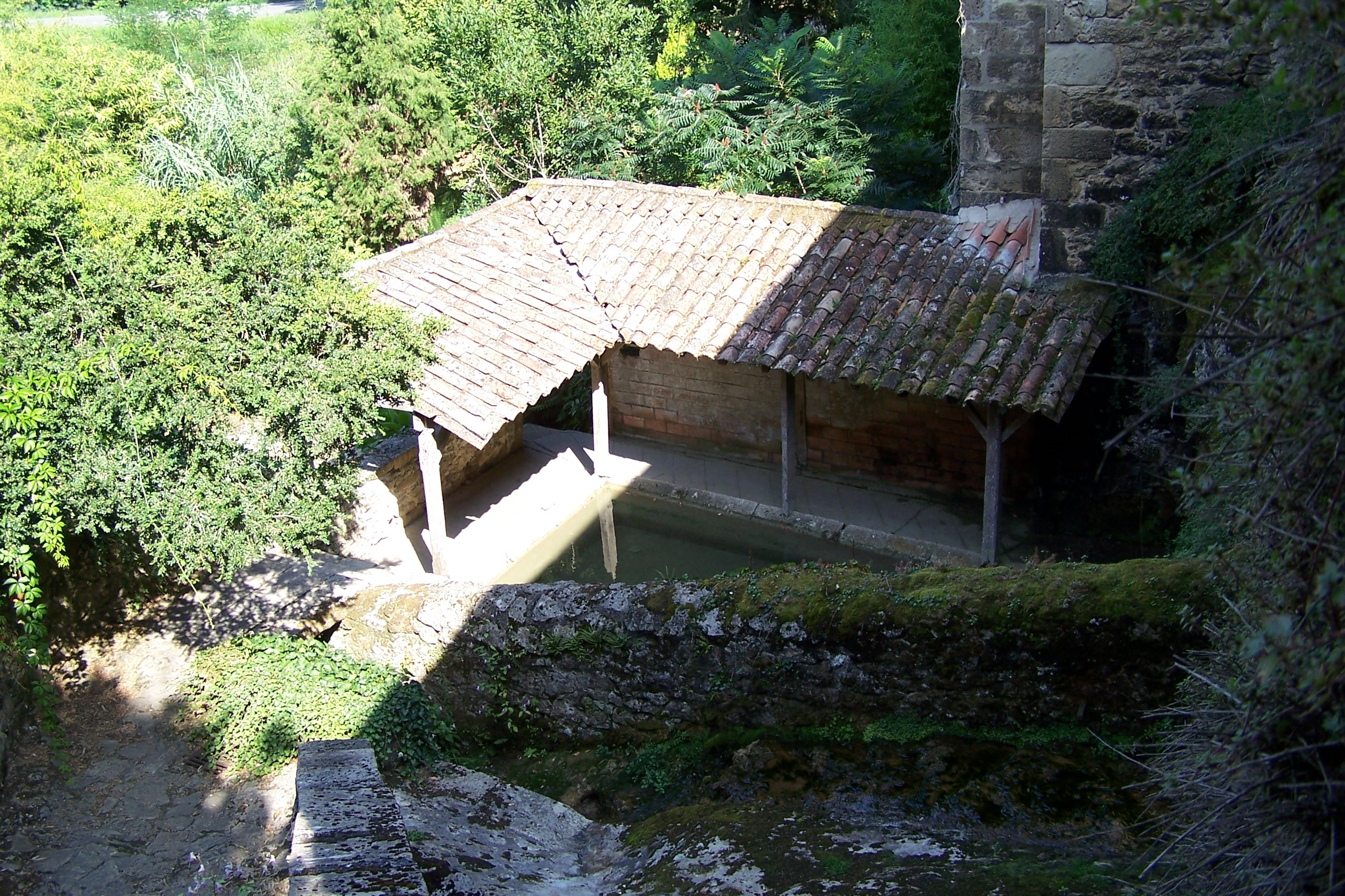
Lavoir (openbare wasplaats)
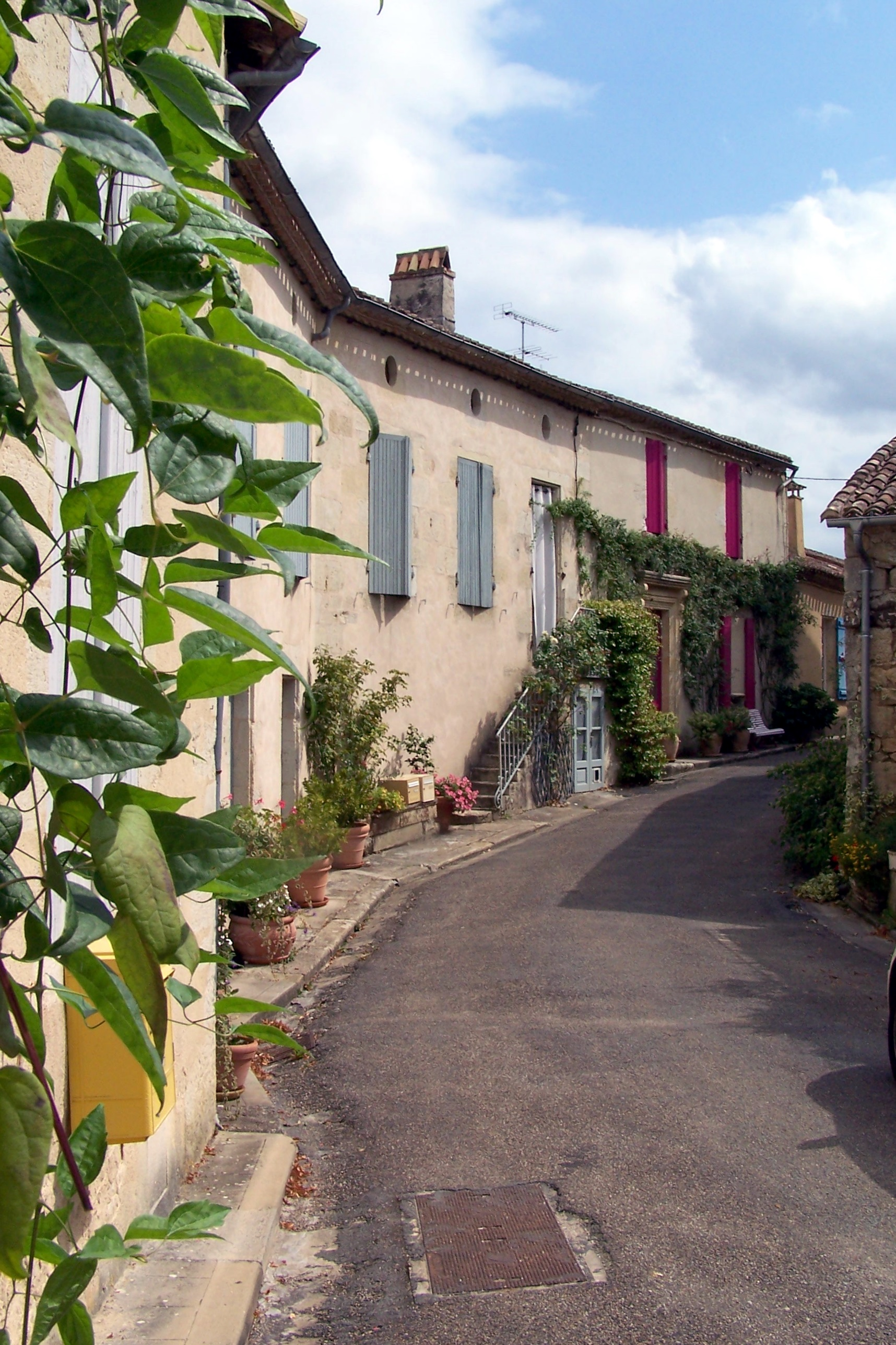
Centrum